# Зимовник
Зимо́вник — название хозяйства, хутора у запорожских, черноморских и у части донских казаков, где они находились, когда не было боевых действий (особенно в зимний период).
В Запорожье зимовники возникли в первой половине XVI века. Вначале их использовали для содержания скота зимой. Со временем в Запорожье, особенно в Новой Сечи (1734—1775 годы), зимовники превратились в большие хозяйства, где наряду со скотоводством развивалось земледелие и пчеловодство. Зимовники основывали, как правило, 3-4 семейных запорожца. В каждом зимовнике было 2-3 избы и разные хозяйственные строения. Официально казаков, которые жили в зимовнике, называли сиднями или гнездюками. Эти запорожцы занимали подчинённое положение по сравнению с сечевыми казаками. Их звали в военные походы только в исключительных случаях выстрелом из пушки в Сечи или через специальных гонцов. Главной задачей владельцев зимовников было обеспечение сечевых казаков продуктами.
Запорожцы не находились постоянно в Сечи, особенно зимой. Приблизительно десятая часть из них оставалась в Сечи, другие в это время занимались хозяйством, рыбачили, охотились в плавнях, лесах, степях в своих зимовниках. На момент ликвидации Сечи насчитывалось свыше 730 зимовников.